# Lineus torquatus
Lineus torquatus är en djurart som tillhör fylumet slemmaskar, och som beskrevs av Ernest F. Coe 1901. Lineus torquatus ingår i släktet Lineus och familjen Lineidae. Inga underarter finns listade i Catalogue of Life.